# Ościęcin
Ościęcin (deutsch Woistenthin, früher Wussenthin oder Wußenthin) ist ein Dorf in der  polnischen Woiwodschaft Westpommern. Das Dorf gehört zur Gmina Gryfice (Gemeinde Greifenberg) im Powiat Gryficki (Greifenberger Kreis).

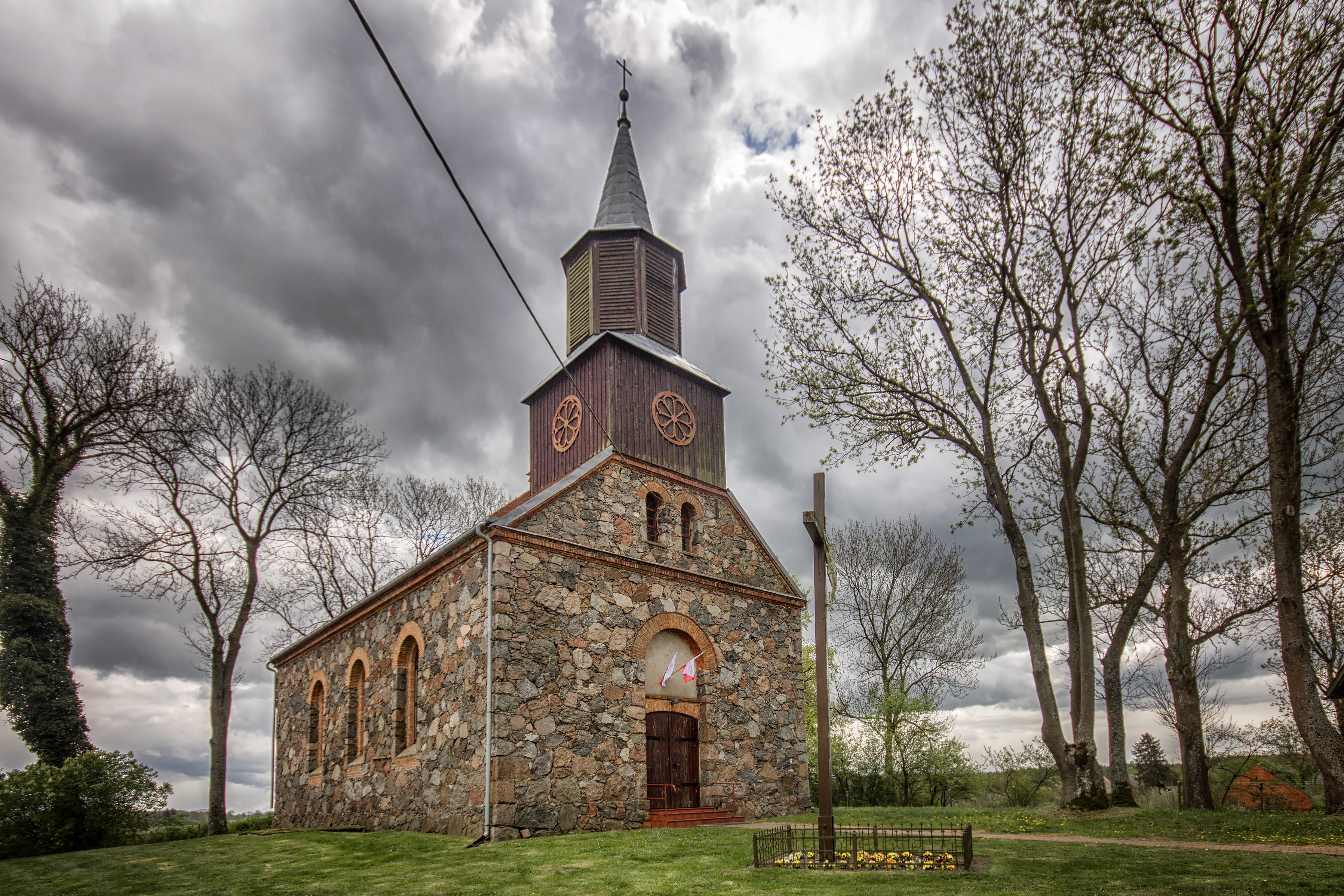
Dorfkirche (Aufnahme von 2019)

## Geographische Lage
Das Dorf liegt in Hinterpommern, etwa 55 km nordöstlich von Stettin, etwa 25 km südöstlich von Kamień Pomorski (Cammin i. Pom.) und etwa 12 km südwestlich von Gryfice (Greifenberg i. Pom.).

## Geschichte

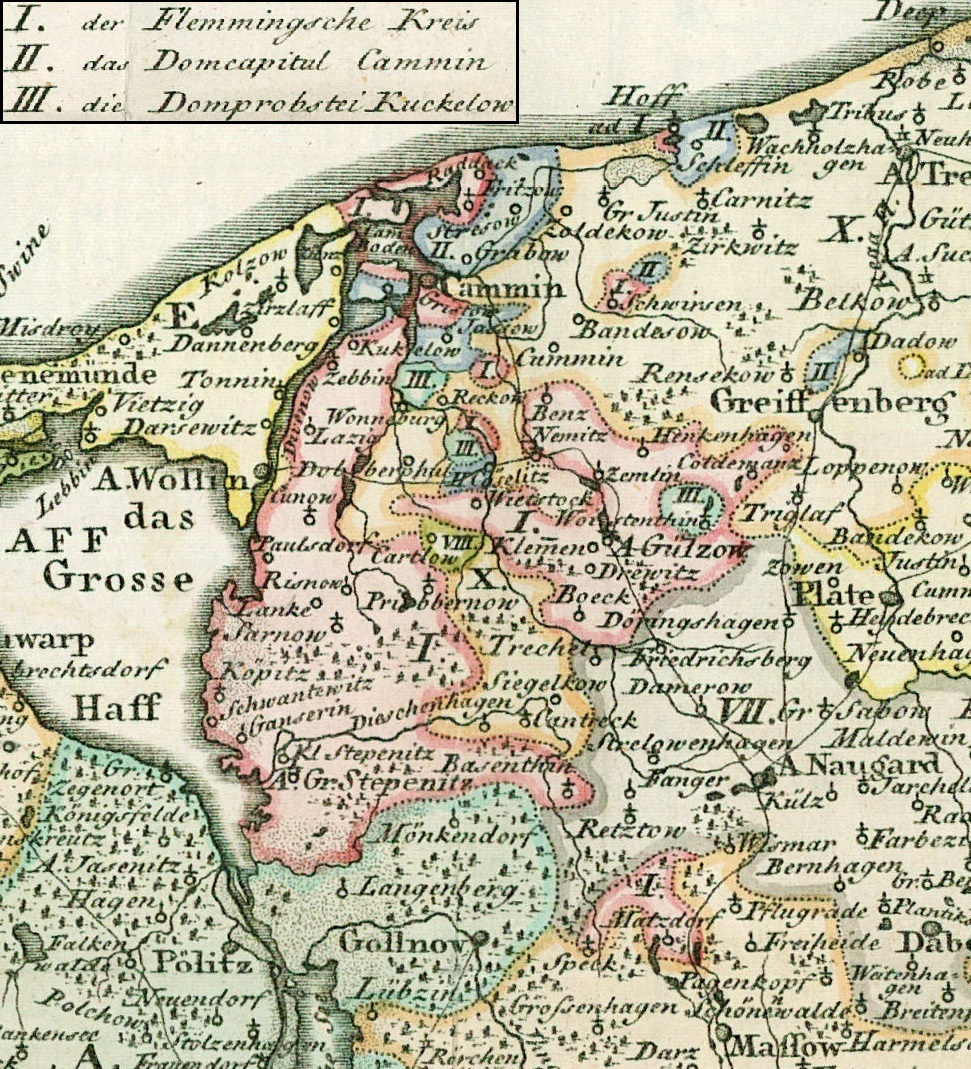
Kirchort Woistenthin südöstlich von Cammin in Pommern und südwestlich von Greifenberg i. Pom. auf einer Landkarte von 1794

Im 18. Jahrhundert gehörte Woistenthin mit einem Anteil zum Kreis der Dompropstei Kucklow, mit einem anderen, kleineren Anteil zum Flemmingschen Kreis. In Ludwig Wilhelm Brüggemanns Ausführlicher Beschreibung des Königlich-Preußischen Herzogtums Vor- und Hinterpommern (1784) ist der Domprobstei-Anteil von „Woistenthin, ehemals Wussenthin genannt“ als eines von nur drei Dörfern aufgeführt, die den Kreis der Dompropstei ausmachten. Im Domprobstei-Anteil Woistenthin gab es damals ein Vorwerk mit einer Schäferei, einen Prediger (Pastor), einen Küster, fünf Bauern, einen Kossäten, einen Krug und eine Schmiede (welche zu beiden Anteilen gehörte), insgesamt 25 Haushalte („Feuerstellen“). Die Kirche war eine Mutterkirche mit Filia in Schwessow. In dem zum Flemmingschen Kreis gehörenden kleineren Anteil von Woistenthin gab es damals vier Bauern, zwei Kossäten und eine Schmiede (welche zu beiden Anteilen gehörte), insgesamt acht Haushalte („Feuerstellen“). Dieser Anteil gehörte damals einem Angehörigen der adligen Familie von Flemming und war ein altes Flemmingsches Lehen.
Mit der Auflösung der Dompropstei Kucklow wurde 1811 ganz Woistenthin dem Flemmingschen Kreis zugeordnet, aus dem 1818 der Kreis Cammin hervorging.
Bis 1945 bildete Woistenthin eine Landgemeinde im Kreis Cammin der preußischen Provinz Pommern. Neben Woistenthin bestanden in der Gemeinde die Wohnplätze Hungersberg und Rüchelsruh.
Gegen Ende des Zweiten Weltkriegs  wurde  Woistenthin  1945 von der Roten Armee erobert und anschließend –  wie ganz Hinterpommern – unter polnische Verwaltung gestellt.  Polen wanderten zu. Der Ortsname wurde zu „Ościęcin“ polonisiert.
Die Bevölkerung wurde von polnischen Milizionären  vertrieben.

### Demographie
| Jahr | Einwohnerzahl | Anmerkungen                                 |
| ---- | ------------- | ------------------------------------------- |
| 1822 | 117           | mit dem Vorwerk und der Schäferei Bienenhof |
| 1867 | 437           | am 3. Dezember                              |
| 1871 | 407           | am 1. Dezember, ausschließlich Evangelische |
| 1910 | 369           |                                             |
| 1925 | 333           | in 76 Haushalten                            |
| 1933 | 358           | [ 6 ]                                       |
| 1939 | 320           | [ 6 ]                                       |

## Söhne und Töchter des Ortes
- Julius Huth (1838–1892), deutscher Marinemaler
- Fritz Gehrke (1855–1916), deutscher Maler, Illustrator und Karikaturist